# Championnats du monde Xterra 2023
Navigation
Édition précédente Édition suivante
Les championnats du monde Xterra 2023, organisé par la Team Unlimited depuis 1986, se déroule les 28e septembre à Molveno dans la province autonome de Trente en Italie. C'est la deuxième fois de son histoire que la course se déroule dans cette localité Italienne. Les triathlètes qualifiés, professionnels ou amateurs s'affrontent lors d'une épreuve sur distance M, avec 1500 m de natation, 30 km de vélo tout terrain (VTT) et 10 km de course à pied hors route.

## Résultats
Les tableaux présentent les « Top 10 » hommes et femmes des championnats du monde.
| Position           | Triathlète              | Pays       | Temps           |
| ------------------ | ----------------------- | ---------- | --------------- |
| Médaille d'or      | Arthur Serrières        | France     | 2 h 38 min 54 s |
| Médaille d'argent  | Félix Forissier         | France     | 2 h 39 min 22 s |
| Médaille de bronze | Jens Emil Sloth Nielsen | Danemark   | 2 h 41 min 23 s |
| 4                  | Ruben Ruzafa            | Espagne    | 2 h 41 min 47 s |
| 5                  | Sullivan Middaugh       | États-Unis | 2 h 43 min 37 s |
| 6                  | Lukas Kočař             | Tchéquie   | 2 h 44 min 15 s |
| 7                  | Michele Bonacina        | Italie     | 2 h 44 min 37 s |
| 8                  | Théo Dupras             | France     | 2 h 46 min 47 s |
| 9                  | Sebastian Neef          | Allemagne  | 2 h 47 min 1 s  |
| 10                 | Jules Dumas             | France     | 2 h 47 min 6 s  |

| Position           | Triathlète       | Pays        | Temps           |
| ------------------ | ---------------- | ----------- | --------------- |
| Médaille d'or      | Solenne Billouin | France      | 3 h 6 min 13 s  |
| Médaille d'argent  | Alizée Patiès    | France      | 3 h 8 min 11 s  |
| Médaille de bronze | Diede Diederiks  | Pays-Bas    | 3 h 10 min 50 s |
| 4                  | Sandra Mairhofer | Italie      | 3 h 12 min 21 s |
| 5                  | Lesley Paterson  | Royaume-Uni | 3 h 13 min 45 s |
| 6                  | Marta Menditto   | Italie      | 3 h 13 min 57 s |
| 7                  | Loanne Duvoisin  | Suisse      | 3 h 15 min 59 s |
| 8                  | Maeve Kennedy    | Australie   | 3 h 22 min 6 s  |
| 9                  | Anna Zehnder     | Suisse      | 3 h 23 min 18 s |
| 10                 | Héléna Erbenová  | Tchéquie    | 3 h 26 min 44 s |